# Loewner-Halbordnung
Die Löwner-Halbordnung oder auch Loewner-Halbordnung ist eine spezielle Halbordnung auf dem Vektorraum der symmetrischen reellen {\displaystyle n\times n}-Matrizen, die ihn zum geordneten Vektorraum macht. Sie findet insbesondere in der semidefiniten Programmierung Verwendung, aber auch in der Optimalen Versuchsplanung.

## Definition
Gegeben sei der reelle Vektorraum der symmetrischen reellen {\displaystyle n\times n}-Matrizen
{\displaystyle S^{n}:=\{A\in \mathbb {R} ^{n\times n}\,|\,A^{T}=A\}.}
Hierbei bezeichnet {\displaystyle A^{T}} die transponierte Matrix der Matrix {\displaystyle A}. Man definiert nun die Loewner-Halbordnung {\displaystyle \geq _{L}} durch
{\displaystyle A\geq _{L}0\iff A{\text{ ist positiv semidefinit }}}
und
{\displaystyle A\geq _{L}B\iff A-B\geq _{L}0\iff A-B{\text{ ist positiv semidefinit }}}
sowie
{\displaystyle B\leq _{L}A\iff A\geq _{L}B}.
Alternativ zur Formulierung, dass {\displaystyle A} eine positiv semidefinite Matrix sein soll, findet sich auch die Forderung, dass {\displaystyle x^{T}Ax\geq 0} für alle {\displaystyle x\in \mathbb {R} ^{n}} oder aber dass alle Eigenwerte {\displaystyle \lambda _{i}} der Matrix {\displaystyle A} größergleich null sein sollen. Alle drei Formulierungen sind aber äquivalent.

### Konstruktion über einen Ordnungskegel
Alternativ kann man auch den semidefiniten Kegel {\displaystyle S_{+}^{n}} (die Menge alle positiv semidefiniten Matrizen in {\displaystyle S^{n}}) als Ordnungskegel interpretieren. Die von diesem Kegel induzierte Ordnung ist dann die Loewner-Halbordnung.

### Konstruktion als verallgemeinerte Ungleichung
Da der semidefinite Kegel sogar ein echter Kegel ist, kann man die von ihm definierte verallgemeinerte Ungleichung betrachten. Sie entspricht wieder der Loewner-Halbordnung.

## Beispiel
Wir betrachten die Matrizen
{\displaystyle A={\begin{pmatrix}12&2\\2&8\end{pmatrix}},\,B={\begin{pmatrix}5&1\\1&3\end{pmatrix}},\,C={\begin{pmatrix}1&2\\2&-1\end{pmatrix}}}.
Alle drei sind symmetrisch und reell. Eine Berechnung der Eigenwerte oder die Anwendung der Gerschgorin-Kreise liefert, dass sowohl {\displaystyle A} als auch {\displaystyle B} positiv definit sind, es ist also
{\displaystyle A\geq _{L}0{\text{ und }}B\geq _{L}0}.
Berechnet man
{\displaystyle A-B={\begin{pmatrix}7&1\\1&5\end{pmatrix}}},
so ist auch diese Matrix positiv definit, da ihre Eigenwerte (nach den Gerschgorin-Kreisen) im Intervall {\displaystyle [4,8]} liegen und damit immer positiv sein müssen. Somit ist
{\displaystyle A\geq _{L}B{\text{ bzw. }}B\leq _{L}A}.
Bei der Matrix {\displaystyle C} liefern die Gerschgorin-Kreise keine definitive Aussage, eine Berechnung ergibt die Eigenwerte {\displaystyle \lambda _{1,2}=\pm {\sqrt {5}}}. Somit ist {\displaystyle C} indefinit, es gilt weder {\displaystyle C\geq _{L}0} noch {\displaystyle C\leq _{L}0}. Dies liegt daran, dass es sich nur um eine Halbordnung handelt: Zwei Elemente (hier {\displaystyle C} und die Nullmatrix) müssen nicht notwendigerweise miteinander vergleichbar sein.

## Eigenschaften
Da die Loewner-Halbordnung den Vektorraum der reellen symmetrischen Matrizen zu einem geordneten Vektorraum macht, gilt
- {\displaystyle A\leq _{L}A} für alle {\displaystyle A\in S^{n}}, das heißt, {\displaystyle \leq _{L}} ist reflexiv.
- Aus {\displaystyle A\leq _{L}B} und {\displaystyle B\leq _{L}C} folgt {\displaystyle A\leq _{L}C} für alle {\displaystyle A,B,C\in S^{n}}, das heißt, {\displaystyle \leq _{L}} ist transitiv.
- Aus {\displaystyle A\leq _{L}B} folgt {\displaystyle A+C\leq _{L}B+C} für alle {\displaystyle A,B,C\in S^{n}}, das heißt, {\displaystyle \leq _{L}} ist mit der Addition verträglich.
- Aus {\displaystyle A\leq _{L}B} folgt {\displaystyle \lambda A\leq _{L}\lambda B} für alle {\displaystyle A,B\in S^{n}} und {\displaystyle \lambda \in [0,\infty )}, das heißt, {\displaystyle \leq _{L}} ist verträglich mit der Multiplikation mit positiven Skalaren.

Da der semidefinite Kegel ein spitzer Kegel ist, ist {\displaystyle \leq _{L}} außerdem antisymmetrisch, das heißt, wenn {\displaystyle A\leq _{L}B} und {\displaystyle B\leq _{L}A}, so muss {\displaystyle A=B} sein. Die Loewner-Halbordnung ist also eine strikte Ordnung.

## Verwendung
Mittels der Loewner-Halbordnung werden die sogenannten Matrix-monotonen Funktionen definiert. Sie sind genau die monotonen Abbildungen von {\displaystyle (S^{n},\leq _{L})} nach {\displaystyle (\mathbb {R} ,\leq )}.

## Strikte Varianten
Es lassen sich auch durch
{\displaystyle A>0\iff A{\text{ ist positiv definit }}}
strikte Varianten der Loewner-Halbordnung definieren. Diese tragen aber gewöhnlich keinen Eigennamen.

## Notation
Es existiert eine Vielzahl von Notationen für die Loewner-Halbordnung. Gängig sind neben der obigen Notation mittels {\displaystyle \geq _{L}} unter anderem auch {\displaystyle \succcurlyeq _{S_{+}^{n}}}. Diese wird häufig in der semidefiniten Programmierung genutzt, oder wenn man die Konstruktion als verallgemeinerte Ungleichung verwendet, da sie immer noch mit angibt, welcher Kegel die verallgemeinerte Ungleichung definiert. Selten wird auch auf die Definition eines Ordnungszeichens verzichtet, man schreibt dann zum Beispiel {\displaystyle A\in -S_{+}^{n}} anstelle von {\displaystyle A\leq _{L}0}.